# Festival de Belén
El Festival de Belén conforma a una serie de actividades caritativas, culturales y sociales realizada anualmente desde 2006 en el Barrio de Belén, Iquitos por un gran grupo de clowns, integrantes de Bola Roja e Instituto Gesundheit!, fundación de Patch Adams. El festival se encarga en promover el arte como música, cine, teatro, pintura y otros en Belén, el cual sufre una condición de pobreza. Una actividad característica es la mano de pintura realizada en las casas para entregar color a los palafitos del Barrio. La Red de Belén tiene como partícipes a 13 instituciones.
El Festival se concibió como un «Proyecto Belén» en 2005, pero se completó como un festival en 2006. Según las estadísticas del Proyecto, hasta el 2012, 1000 personas se han beneficiado con el proyecto, 900 fachadas fueron pintadas, 500 niños participan en talleres, y más 300 payasos han visitado el Barrio.